# Woow!
Woow! is een televisieprogramma dat elke werkdag wordt uitgezonden op vtmKzoom. Het is een actualiteitenprogramma voor kinderen, dat guitig gepresenteerd wordt door zanger Arne Vanhaecke en sidekick Joyce Beullens. Het programma bestaat uit meerdere reportages over een breed scala aan onderwerpen, zoals showbusiness en muziek. De eerste aflevering werd uitgezonden op 10 april 2010. 
In het weekend is er een compilatie.

## Rubrieken
- Hebbeding
- Kopknop
- Popcorn
- vtmKzoom-hitlist
- Geflitst
- Top